# Куштиљ
Куштиљ (рум. Coștei) је насеље у Србији у граду Вршац у Јужнобанатском округу. Према попису из 2022. било је 522 становника.
Овде се налазе Румунска православна црква Светог Теодора Тирона, Кућа у Ул. Задружна бб, Куштиљска брда и ФК Караш Куштиљ.

## Историја
Назив насеља први пут се помиње Куштиљ 1690. године, Костил (Kostill) 1713. године, Кошчиљ/Кучтиљ 1717. године, Кустељ Mélykastély 1911. године и опет Куштиљ 1922. године.
Изворни облик имена овога места је „ Коштил“, што на старословенском значи „црква“. Недалеко од Куштиља је „Valea Sirbu", где по предању треба да је постојало српско село, које је може бити претходило овом садашњем селу.
Куштиљ се помиње одмах после 1690. године, а 1713. године имао је 115 кућа. Године 1716. додељен је вршачком диктриту (општина, срез) темишварског Баната. А 1717. године пописано је 100 кућа. Досељавањем Румуна, 1749. године било је у Куштиљу 300 кућа, а 1751. већ 321 кућа.
Године 1735. подигнута је црква брвнара. Парохију је служило два свештеника. По аустријском царском ревизору Ерлеру 1774. године место "Кустил" припада Вршачком округу, Вршачког дистрикта. Становништво је било претежно влашко. Куштиљ је и 1779. у истом вршачком срезу, темишварског комитета. Од 1829. године изменом добара, прешао је Куштиљ у власништво гроф овске породице Бетлен.
У Куштиљу 1838. године било је православних 1547 и римокатолика 11. Деценију потом, 1848. године било је православних Румуна 2187 и римо-католика 14. Године 1854. пописано је 2224 становника, а атар је обухватао 7851 ланац,. 1865. било је 2 великопоседника и 1311 малопоседника. Око 1885. била угрожена јавна безбедност у Куштиљу. Зато је настањено у њему једно одељење војске, које су становници морали да издржавају.
Виноградарство је у Куштиљу било врло напредно. Већ 1865. било је 989 ланаца винограда. 1883 био лозом посађен 2271 ланац. Те године појавила се филоксера и уништила винограде.
За време преврата (1918) побунили су се овдашњи сељаци. „ Бележник“ са својом породицом био је приморан да бежи из Куштиља. Већ 1921. пописано је 1963 становника, од којих је било Срба 6, Немаца 4, Мађара 11, Румуна 1897, осталих 44. Код повлачења границе (1924) остао је општински пашњак у Краљевини Румунији.

## Демографија
У насељу Куштиљ живи 646 пунолетних становника, а просечна старост становништва износи 40,9 година (39,3 код мушкараца и 42,4 код жена). У насељу има 215 домаћинстава, а просечан број чланова по домаћинству је 3,74.
Ово насеље је великим делом насељено Румунима (према попису из 2002. године).
|  |

| Демографија | Демографија | Демографија |
| Година      | Становника  | Становника  |
| ----------- | ----------- | ----------- |
| 1948.       | 1.666       |             |
| 1953.       | 1.594       |             |
| 1961.       | 1.596       |             |
| 1971.       | 1.416       |             |
| 1981.       | 1.189       |             |
| 1991.       | 1.082       | 911         |
| 2002.       | 806         | 1.001       |

| Етнички састав према попису из 2002.‍ | Етнички састав према попису из 2002.‍ | Етнички састав према попису из 2002.‍ | Етнички састав према попису из 2002.‍ | Етнички састав према попису из 2002.‍ |
| ------------------------------------ | ------------------------------------ | ------------------------------------ | ------------------------------------ | ------------------------------------ |
|                                      |                                      |                                      |                                      |                                      |
| Румуни                               | Румуни                               |                                      | 767                                  | 95,16%                               |
| Срби                                 | Срби                                 |                                      | 19                                   | 2,35%                                |
| Роми                                 | Роми                                 |                                      | 12                                   | 1,48%                                |
| Мађари                               | Мађари                               |                                      | 4                                    | 0,49%                                |
| Хрвати                               | Хрвати                               |                                      | 3                                    | 0,37%                                |
| непознато                            | непознато                            |                                      | 0                                    | 0,0%                                 |

| Година пописа     | 1948. | 1953. | 1961. | 1971. | 1981. | 1991. | 2002. |
| ----------------- | ----- | ----- | ----- | ----- | ----- | ----- | ----- |
| Број домаћинстава | 390   | 387   | 386   | 348   | 302   | 266   | 215   |

| Број чланова      | 1  | 2  | 3  | 4  | 5  | 6  | 7  | 8 | 9 | 10 и више | Просек |
| ----------------- | -- | -- | -- | -- | -- | -- | -- | - | - | --------- | ------ |
| Број домаћинстава | 39 | 40 | 26 | 36 | 23 | 25 | 16 | 6 | 3 | 1         | 3,74   |

| Пол    | Укупно | Неожењен/Неудата | Ожењен/Удата | Удовац/Удовица | Разведен/Разведена | Непознато |
| ------ | ------ | ---------------- | ------------ | -------------- | ------------------ | --------- |
| Мушки  | 317    | 50               | 229          | 24             | 14                 | 0         |
| Женски | 355    | 36               | 229          | 84             | 5                  | 1         |
| УКУПНО | 672    | 86               | 458          | 108            | 19                 | 1         |

| Пол    | Укупно                    | Пољопривреда, лов и шумарство | Рибарство                            | Вађење руде и камена | Прерађивачка индустрија       |
| ------ | ------------------------- | ----------------------------- | ------------------------------------ | -------------------- | ----------------------------- |
| Мушки  | 241                       | 219                           | 0                                    | 0                    | 1                             |
| Женски | 140                       | 123                           | 0                                    | 0                    | 1                             |
| УКУПНО | 381                       | 342                           | 0                                    | 0                    | 2                             |
| Пол    | Производња и снабдевање   | Грађевинарство                | Трговина                             | Хотели и ресторани   | Саобраћај, складиштење и везе |
| Мушки  | 0                         | 2                             | 2                                    | 1                    | 1                             |
| Женски | 0                         | 0                             | 3                                    | 1                    | 0                             |
| УКУПНО | 0                         | 2                             | 5                                    | 2                    | 1                             |
| Пол    | Финансијско посредовање   | Некретнине                    | Државна управа и одбрана             | Образовање           | Здравствени и социјални рад   |
| Мушки  | 1                         | 0                             | 6                                    | 4                    | 3                             |
| Женски | 0                         | 0                             | 0                                    | 7                    | 3                             |
| УКУПНО | 1                         | 0                             | 6                                    | 11                   | 6                             |
| Пол    | Остале услужне активности | Приватна домаћинства          | Екстериторијалне организације и тела | Непознато            | Непознато                     |
| Мушки  | 0                         | 0                             | 0                                    | 1                    | 1                             |
| Женски | 0                         | 0                             | 0                                    | 2                    | 2                             |
| УКУПНО | 0                         | 0                             | 0                                    | 3                    | 3                             |